# 16425 Chuckyeager
16425 Chuckyeager este o planetă minoră (asteroid), cu un diametru de 3,102 km, din centura de asteroizi. A fost descoperită pe 11 februarie 1988 la Observatorul La Silla de Eric Walter Elst. 
Obiectul prezintă o orbită caracterizată de o semiaxă mare de 2,2963011 UAi, o excentricitate de 0,09, o înclinație de 3,45649 ° în raport cu ecliptica.